# Ischnochiton purus
Ischnochiton purus är en blötdjursart som beskrevs av William Henry Sykes 1896. Ischnochiton purus ingår i släktet Ischnochiton och familjen Ischnochitonidae. Inga underarter finns listade i Catalogue of Life.